# 바스코 항공
바스코 항공(영어: Vietnam Air Service Company)은 베트남의 지역 항공사로 베트남 항공이 소유하고 있다. 허브 공항은 떤선녓 국제공항이 있다.

## 역사
1987년 정부의 지시에 의해 국내 항공사로 설립 했으며 베트남 항공의 자회사에 속해 있었다. 2004년에 독립적으로 베트남 항공의 정기 여객 노선을 시작했으며 민영화를 부분적으로 될 수 있도록 요청했으며 부분적으로 승인했다. 이는 외국 파트너와 함께 저비용 항공사 설립을 위해 베트남 항공에 대한 근거로 현재의 사명으로 변경했다.

## 보유 기종
- 2019년 4월 기준으로 바스코 항공은 다음과 같이 보유하고 있다.

### 퇴역 기종
- 안토노프 An-2
- 안토노프 An-30
- 브리티시 에어로스페이스 제트스트림

## 같이 보기
- 퍼시픽 항공
- 베트남의 교통
- 비엣젯 항공